# Tröst och vatten
Tröst och vatten är ett studioalbum av Ana Diaz från 2020.

## Låtlista
| Nr           | Titel                      | Längd |
| ------------ | -------------------------- | ----- |
| 1.           | Det fina med tid           | 01:09 |
| 2.           | Bästis                     | 02:55 |
| 3.           | Bättre sen                 | 03:55 |
| 4.           | Magnolia                   | 03:26 |
| 5.           | Fatima XO                  | 01:05 |
| 6.           | Det löser sig              | 02:55 |
| 7.           | Allt e lättare på sommaren | 03:05 |
| 8.           | 100                        | 03:42 |
| 9.           | JVTL                       | 01:45 |
| Total längd: | Total längd:               | 23:57 |

## Listplaceringar
| Lista (2020) | Topplacering |
| ------------ | ------------ |
| Sverige      | 20           |